# Cote Lai
Cote Lai es una localidad del departamento Tapenagá,  provincia del Chaco, Argentina, a 10 km del río Tapenagá.
Fue fundada el 11 de noviembre de 1905, sobre uno de los asentamientos de la compañía La Forestal. De aquella se conservan algunos edificios como ser el casco de la Estancia Timbó y las actuales sedes de la Municipalidad y comisaría. En 1959 durante la gobernación de Anselmo Zoilo Duca por Decreto N.º 3668 pasó de ser delegación de fomento a Municipio de Tercera Categoría, lo cual se efectivizó el 1 de mayo de 1960. Su primer intendente fue Celestino Aguirre, quien desarrolló varios proyectos para mejorar el caserío trazando las calles actuales del pueblo con base en los planos dejado por la Forestal Argentina y posteriormente el agua potable por red que fue un gran desarrollo para esa época.

## Geografía
Zona de llanura con río accidentado propio de estas zonas. Cuenta con un clima subtropical, seco en invierno y muy lluvioso en verano. Su temperaturas oscilan entre los 46 °C y los -6 °C, con un régimen  anual de lluvia de unos 1.100 mm

### Suelos
Representado por la Serie “Charadai” (símbolo "Che"). Es un Natracualf típico, de lomas bajas tendidas, evolucionadas, relieve subnormal, horizonte superficial lixiviado, color gris claro, textura pesada y media; subsuelo gris, textura pesada, con abundantes concreciones y muñequillas de Carbonato de calcio, que descansa sobre un material gris rojizo, gleyzado, textura pesada, lixiviado de carbonatos. 
Moderado alto contenido de materia orgánica; alta capacidad de retención de agua hasta 17 dm de profundidad; muy fuertemente ácido en superficie, neutro en profundidad; muy rico en calcio, moderado en magnesio y potasio; alta capacidad de intercambio de cationes; alto porcentaje de saturación de bases. Suelo arcilloso, montmorillonítico. 
La Serie Charadai presenta permeabilidad lenta; erosión moderada; drenaje imperfecto; salinidad moderadamente sódico; temporalmente anegable; moderada disponibilidad de materia orgánica. 
- Fuente: Carta de Suelos del Campo Anexo General Obligado. Ledesma, L.L. – 1992. Estación Experimental Agropecuaria INTA Instituto Nacional de Tecnología Agropecuaria Colonia Benítez, Chaco.

## Vías de comunicación
Su principal vía de acceso es la ruta provincial 13 , que la vincula al oeste con Charadai y Villa Ángela, y al este con la Ruta Nacional 11 y por esta a Resistencia; en 2021 se habilitó el tramo pavimentado desde la ruta 11 hasta Colonia Baranda, parte de la obra que dará un acceso pavimentado a Cote Lai. Otra ruta importante es la provincial 49, que la une al norte con Makallé y al sudeste con Basail.
La localidad cuenta con la estación Cote Lai, que es una parada intermedia del ferrocarril perteneciente a la red del Ferrocarril General Belgrano, operada en la actualidad por la empresa Trenes Argentinos Operaciones. El tren es el único transporte que conecta a Cote Lai con el resto de la provincia con seguridad, ya que los caminos de tierra con frecuencia se vuelven intransitables en épocas de lluvia. Este servicio opera entre la ciudad de Resistencia y la localidad de Los Amores en la provincia de Santa Fe.

## Población
Contaba con 1323 habitantes (Indec, 2010), lo que representa un incremento del 7,3% frente a los 1233 habitantes (Indec, 2001) del censo anterior. En el municipio el total ascendía a los 1650 habitantes (Indec, 2001).
| Gráfica de evolución demográfica de Cote Lai entre 1991 y 2010 |
|                                                                |
| Fuente: Censos nacionales del INDEC                            |

## Fiestas
Las fiestas patronales de Nuestra Señora de Itatí se celebran el 16 de julio.
Otras de las fiestas importantes de la localidad es el 25 de mayo, que desde años atrás se fue transformando por costumbres culturales en la fiesta principal del pueblo. Durante ese día se desarrollan eventos campestres- doma, carreras de sorijas, cuadreras- y un gran campeonato de fútbol al cual concurren gran número de equipos de diferentes lugares de la provincia. Este evento nuclea un sinnúmeros de personas que durante el día festivo colman el pueblo dando un toque pintoresco a la pasividad del lugar.